# Hideki Matsunaga
Hideki Matsunaga (松永 英機 Matsunaga Hideki?), född 8 februari 1963 i Shizuoka prefektur, är en japansk före detta fotbollsspelare och tränare.
Matsunaga började sin karriär 1984 i Matsushita Electric. Med Matsushita Electric vann han japanska cupen 1990. Han avslutade karriären 1991.
Matsunaga har efter den aktiva karriären verkat som tränare och har tränat J1 League-klubbar, Verdy Kawasaki och Vissel Kobe.